# 48e méridien ouest
En géographie, le 48e méridien ouest est le méridien joignant les points de la surface de la Terre dont la longitude est égale à 48° ouest.

## Géographie

### Dimensions
Comme tous les autres méridiens, la longueur du 48e méridien correspond à une demi-circonférence terrestre, soit 20 003,932 km. Au niveau de l'équateur, il est distant du méridien de Greenwich de 5 343 km,.
Avec le 132e méridien est, il forme un grand cercle passant par les pôles géographiques terrestres.

### Régions traversées
En commençant par le pôle Nord et descendant vers le sud au pôle Sud, Le 48e méridien ouest passe par:
| Coordonnées          | Pays, territoire ou mer | Notes |
| -------------------- | ----------------------- | --- |
| 90° 00′ N, 48° 00′ O | Océan Arctique          | |
| 83° 41′ N, 48° 00′ O | Mer de Lincoln          | |
| 82° 53′ N, 48° 00′ O | Groenland               | Île John Murray (en) |
| 82° 46′ N, 48° 00′ O | Mer de Lincoln          | |
| 82° 30′ N, 48° 00′ O | Fjord Victoria (en)     | |
| 82° 17′ N, 48° 00′ O | Groenland               | Péninsule Wulff (en) |
| 60° 41′ N, 48° 00′ O | Océan Atlantique        | |
| 0° 43′ S, 48° 00′ O  | Brésil                  | Pará Maranhão — à partir de 4° 45′ S, 48° 00′ O Tocantins — à partir de 5° 14′ S, 48° 00′ O Goiás — à partir de 13° 15′ S, 48° 00′ O District fédéral (Brésil) — à partir de 15° 30′ S, 48° 00′ O, passe juste à l'ouest de Brasilia (à 15° 47′ S, 47° 54′ O) Goiás — à partir de 16° 02′ S, 48° 00′ O Minas Gerais — à partir de 18° 27′ S, 48° 00′ O État de São Paulo — à partir de 20° 05′ S, 48° 00′ O |
| 25° 13′ S, 48° 00′ O | Océan Atlantique        | |
| 60° 00′ S, 48° 00′ O | Océan Austral           | |
| 72° 32′ S, 48° 00′ O | Antarctique             | Liste des territoires revendiqués à la fois par l' Argentine et le Royaume-Uni (Territoire antarctique britannique) |